# اكرائي (النادرة)

تعديل مصدري - تعديل

اكرائي هي إحدى قرى عزلة الشرنمه العليا بمديرية النادرة التابعة لمحافظة إب، بلغ تعداد سكانها 517 نسمة حسب تعداد اليمن لعام 2004.